# Timoteo Maffei
Timoteo Maffei, nato Niccolò Giacomo (Verona, 1415 – Ragusa, 20 aprile 1470), è stato un arcivescovo cattolico italiano.
Fu l'arcivescovo milanese che più di ogni altri incarnò lo spirito del religioso umanista italiano, grazie alle doti culturali apprese da Guarino Veronese che fu suo insegnante in gioventù.

## Biografia
Nato da una famiglia di origini veronesi, Timoteo Maffei era figlio di Guglielmo e di sua moglie, Orsolina Maffei. Il padre era membro dell'aristocrazia di Bologna ed era giunto a Verona dopo che suo nonno Antonio era stato bandito dalla città dove risiedeva.
Durante gli anni della giovinezza, il Maffei frequentò le migliori scuole dell'epoca e fu allievo di Guarino Guarini tra il 1425 ed il 1429, anno in cui proprio il Guarini abbandonò Verona per trasferirsi a Ferrara. Di questo periodo, il Maffei portò sempre nel cuore il desiderio di conciliare il classicismo col cristianesimo e venne aiutato anche da altri insegnanti di rilievo come suo zio Paolo Maffei, noto teologo ed umanista del tempo, nonché canonico regolare lateranense, ed il colto predicatore francescano Alberto Berdini. Doveva già essere molto noto nel 1436 quando fu tra i giovani veronesi prescelti per recarsi a Firenze a seguito di una legazione veneziana alla guida di Francesco Barbaro che venne inviata per trattare con un reggimento fiorentino e col pontefice Eugenio IV che aveva trovato rifugio nella capitale toscana a causa della tormentata situazione politica a Roma.
Su spinta dello zio, tra il 1435 ed il 1436, il Maffei maturò la vocazione e la decisione di entrare nell'Ordine dei canonici regolari di Sant'Agostino, entrando nel noviziato di Monte Donico, pronunciando poi i voti solenni nel 1437 ed assumendo il nome di Timoteo.
Iniziata l'attività di predicatore, nel 1439 presenziò alla badia fiesolana dove Vespasiano da Bisticci ebbe modo di ascoltare ed annotare alcuni dei suoi sermoni. Lo stesso monastero era passato proprio in quell'anno sotto la direzione degli agostiniani e Cosimo de' Medici (amico del Maffei) lo aveva dotato di una ricca biblioteca ed il Maffei prescelse proprio il da Bisticci quale archivista per i 200 codici conservati presso l'abbazia. Fu in contatto in questi anni anche col Filarete, dimostrando passione ed attenzione anche in materia di architettura. Per tre volte venne eletto Priore Generale del suo ordine.
Di indole umile e caritatevole, rifuggì molte volte le offerte fatte alla sua persona dalla corte pontificia, tra cui quella relativa alla cattedra milanese, propostagli da papa Niccolò V nel 1454, a cui rinunciò per umiltà poco dopo che gli era stato imposto l'incarico.
Non poté però rifiutare l'arcivescovato di Ragusa che il 4 maggio 1467 gli venne offerto da papa Paolo II in riconoscimento del suo operato. L'accettazione di questa sede diocesana per l'epoca non era un compito semplice dal momento che essa era soggetta ai continui tentativi di invasione da parte degli ottomani. Il Maffei si impegnò qui in prima persona per ripristinare la vita religiosa in maniera corretta e sostenere la popolazione in pericolo.
Morì a Ragusa nel 1470 ed il suo corpo venne inumato nella cattedrale cittadina.